# Weil am Rhein
Weil am Rhein (în latină Willa sau Villa, în alemanică Wiil am Rhii) este un oraș din landul Baden-Württemberg, Germania.

## Istorie
Pe teritoriile prezentului oraș s-au descoperit numeroase situri arheologice romane. 
Așezările componente au avut o istorie lungă, în care au schimbat mâini de mai multe ori între numeroase case nobiliare. Haltingen a fost inițial proprietate a Principatului Episcopal de Basel, apoi a Abației Sfântului Blasiu, iar apoi va ajunge sub controlul Casei de Baden. Märkt a trecut de la Basel la familia de Hachberg-Sausenberg, familie junioră a casei de Baden. Ötlingen a fost proprietatea familiei de Rötteln. Otterbach a rămas mai multă vreme sub proprietatea Principatului Episcopal, fiind o mlaștină care numai mai târziu a cunoscut urbanizarea. Friedlingen și restul așezării vor fi trecute de la Abația Sfântului Gall (cu diverse mănăstiri și lorzi feudali locali având pământuri în zona), la casa de Hachberg-Sausenberg și într-un final la cea de Baden. 
Toate aceste așezări vor fi unite în timpul anilor 70. 